# Aldo Moro
Aldo Moro (ur. 23 września 1916 w Maglie, zm. 9 maja 1978 w Rzymie) – włoski polityk, prawnik, nauczyciel akademicki i działacz katolicki, jeden z liderów Chrześcijańskiej Demokracji i jej sekretarz w latach 1959–1964, długoletni deputowany, minister w różnych resortach, w latach 1963–1968 i 1974–1976 premier Włoch stojący na czele pięciu gabinetów. W 1978 porwany, więziony i następnie zamordowany przez terrorystów z Czerwonych Brygad.

## Życiorys

### Wykształcenie i działalność zawodowa
Syn inspektora szkolnego i nauczycielki. W 1934 ukończył szkołę średnią w Tarencie, a w 1938 studia prawnicze na Uniwersytecie w Bari. Podjął następnie pracę na macierzystej uczelni, dochodząc do kolejnych stanowisk profesorskich (w 1947 i 1951). W 1963 przeniósł się na wydział nauk politycznych Uniwersytetu Rzymskiego „La Sapienza”, na którym objął kierownictwo jednej z katedr. W pierwszej połowie lat 40. założył i publikował w piśmie „La Rassegna”, podjął współpracę ze stacją Radio Bari, a także wydawał filozoficzny periodyk „Lo Stato”. W latach 1945–1948 kierował pismem „Studium”.

### Działalność polityczna
Działał w uniwersyteckiej organizacji katolickiej FUCI, którą kierował od 1939 do 1942, kiedy to został zmobilizowany do wojska. W 1944 dołączył do Chrześcijańskiej Demokracji. W latach 1945–1946 stał na czele organizacji powiązanej z Azione Cattolica. W 1946 zasiadł w powojennej konstytuancie. W 1948 uzyskał mandat posła do Izby Deputowanych I kadencji. Z powodzeniem ubiegał się o reelekcję w sześciu kolejnych wyborach w 1953, 1958, 1963, 1968, 1972 i 1976. W niższej izbie parlamentu był m.in. przewodniczącym frakcji poselskiej DC.
W maju 1948 objął swoją pierwszą funkcję rządową – premier Alcide De Gasperi powierzył mu stanowisko sekretarza stanu w ministerstwie spraw zagranicznych. Zakończył urzędowanie w styczniu 1950. W lipcu 1955 został ministrem sprawiedliwości w gabinecie Antonia Segniego. W maju 1957 przeszedł na urząd ministra edukacji, który sprawował do lutego 1959 w rządach, na czele których stali Adone Zoli i Amintore Fanfani. Awansował w międzyczasie w strukturze partyjnej. W 1959 jako sekretarz stanął na czele Chrześcijańskiej Demokracji, pełniąc tę funkcję do 1964.
Od grudnia 1963 do czerwca 1968 po raz pierwszy zajmował stanowisko premiera. Jego trzy gabinety z tego okresu tworzyły DC, socjaliści, republikanie i socjaldemokraci. Tymczasowo wykonywał obowiązki ministra spraw zagranicznych (od grudnia 1964 do marca 1965 i od grudnia 1965 do lutego 1966).
W sierpniu 1969 powrócił do rządu jako minister spraw zagranicznych. Stał na czele tego resortu do czerwca 1972 w czterech kolejnych gabinetach, na czele których stali Mariano Rumor (dwa rządy), Emilio Colombo i Giulio Andreotti. Funkcję tę pełnił również od lipca 1973 do grudnia 1974 w dwóch rządach, którymi kierował Mariano Rumor. Od listopada 1974 do lipca 1976 ponownie był premierem w ramach dwóch rządów – pierwszego współtworzonego przez DC i PRI, drugiego opartego wyłącznie na chadekach. W 1976 wybrany na przewodniczącego rady krajowej Chrześcijańskiej Demokracji.
Wśród polityków chadecji był głównym orędownikiem zawartego po wyborach z 1976 tzw. historycznego kompromisu („compromesso storico”), polegającego na współpracy politycznej z Włoską Partią Komunistyczną (pozostającą jednakże poza rządem).

### Porwanie i zabójstwo
Porwany w drodze na obrady Izby Deputowanych 16 marca 1978 (w okresie wzmożonego terroryzmu określanego jako lata ołowiu) przez terrorystów ze skrajnie lewicowych Czerwonych Brygad. Podczas porwania zastrzelono pięciu członków jego ochrony. Przetrzymywany był przez kolejne dni, a w jego uwolnienie zaangażował się m.in. papież Paweł VI. Wskazówki co do miejsca jego uwięzienia przekazał Romano Prodi, który wraz z kilkoma innymi wykładowcami miał je jakoby uzyskać podczas „seansu spirytystycznego”, co wzbudziło wiele wątpliwości dotyczących faktycznego źródła informacji. Poszukiwania porwanego polityka nie przyniosły jednak rezultatu. Porywacze domagali się uwolnienia innych terrorystów, jednakże rząd odmówił negocjowania z nimi. 9 maja 1978 Aldo Moro został zamordowany, a jego ciało znaleziono w Rzymie w bagażniku czerwonego samochodu Renault 4.
Przywódca Czerwonych Brygad Mario Moretti został skazany za udział w porwaniu i zabójstwie na sześciokrotne dożywocie. W 1997 zezwolono mu na dalsze wykonywanie kary w systemie częściowo wolnościowym.

## Życie prywatne
W 1945 zawarł związek małżeński z Eleonorą Chiavarelli, z którą miał czwórkę dzieci.
Aldo Moro był świeckim dominikaninem. Nigdy nie krył się ze swoją wiarą, spotykał się z kapucynem Pio z Pietrelciny. W 2012 wszczęto jego proces beatyfikacyjny, m.in. za sprawą świadectwa kardynała Francesca Colasuonno, który złożył oświadczenie, że w 1980 podczas ataku bojówkarzy na nuncjaturę w Mozambiku modlił się o ocalenie za pośrednictwem Alda Moro.

## Odznaczenia
- Medaglia d’oro di vittima del terrorismo – 2011, pośmiertnie[11]
- Krzyż Wielki Orderu Odrodzenia Polski – 1967[12]